# Spoorlijn Sundsvall - Långsele
De spoorlijn tussen Sundsvall en Långsele bekend als Zweeds: Ådalsbanan loopt door het Bohuslän in Zweden gelegen provincies Västernorrlands län.

## Geschiedenis
Het traject werd in fasen tussen 1880 en 1925 aangelegd. Het eerste deel tussen Sollefteå en Långsele werd in 1886 voltooid en als zijlijn aan de Stambanan Norrland aangesloten. In Sollefteå was een aansluiting op de stoomboot verbinding. Het traject tussen Härnösand en Sollefteå werd in 1893 geopend. Het laatste traject tussen Härnösand en Sundsvall werd in 1925 geopend.
Op het traject werd in augustus 2001 het personenvervoer stilgelegd waardoor dit traject alleen voor goederenvervoer tussen Zuid Zweden en Noord Zweden wordt gebruikt. In 2008 werd het personenvervoer tussen Sundsvall en Kramfors gereactiveerd.

### Aanpassing
In aansluiting op de Botniabanan werd een nieuw traject op twee plaatsen aangelegd.
- Tussen Härnösand en Veda met een lengte van 21 km.
- Tussen Bollstabruk en Västeraspby (Norr Nyland) met een lengte van 8 km.

Op deze nieuwe trajecten van de Ådalsbanan is de maximale snelheid 250 km/h. Op andere plaatsen werd de maximale snelheid verhoogd tot 140 km/h.
Op afstanden Sundsvall - Härnösand (67 km) en Veda - Bollstabruk (28 km) is het herstel van de bestaande, nogal bochtige route.
Aanpassingen op een aantal stations waardoor de snelheid kan worden verhoogd op dit traject:
- Timra: Goederen trein 90 km/h, Personen trein 110 km/h

- Sörberg: Goederen trein 95 km/h, Personen trein 120 km/h

- Härnösand: Goederen trein 70 km/h, Personen trein 90 km/h

- Kramfors: Goederen trein 100 km/h, Personen trein 125 km/h

- Bollstabruk: traject richting Långsele: Goederen trein 110 km/h, Personen trein 190 km/h

- Bollstabruk: traject richting Sundsvall: Goederen trein 110 km/h, Personen trein 140 km/h

Botniaspoorweg, voltooid in 2010 op basis van Ådalsbanan ongeveer 1 km van Kramfors Airport, een paar mijl ten noorden van Nyland.
Het resterende gedeelte tussen Noord- en Uusimaa Långsele gepland om later te worden opgewaardeerd, met de waarschijnlijke startende in 2012.
De asdruk van de Ådalsbanan werd over het hele traject verhoogd tot 25 ton.

### Ongeval
Tijdens de bouw stortte op 8 mei 2008 van de nieuwe brug over de Älandsfjärden bij Härnösand een deel van de bekisting over een lengte van 50 meter in. Hierbij vielen vijf personen ongeveer 25 meter naar beneden. Er werden daarbij twee personen gedood en een persoon werd ernstig gewond.

## Treindiensten

### Norrtåg
De Norrtåg zal het personenvervoer op dit traject verzorgen met Pendeltåg treinen van het type X52-2.
De Norrtåg zal na en later het personenvervoer op dit traject verzorgen met treinen van het type SJ X62.

### Tågkompaniet
De Tågkompaniet verzorgde het personenvervoer op dit traject met Pendeltåg treinen.
De trein dienst werd uitgevoerd met trein stellen van het type Y 31.

## Aansluitingen
In de volgende plaatsen was of is er een aansluiting van de volgende spoorwegmaatschappijen:

### Sundsvall
- Mittbanan, spoorlijn tussen Storlien en Sundsvall
- Ostkustbanan, spoorlijn tussen Stockholm en Sundsvall
- Sundsvall spårvägar, voormalige stadstram in Sundsvall (1910 / 1952)

### Långsele
- Stambanan Norrland, spoorlijn tussen Boden en Bräcke

## Genationaliseerd
De Järnvägen förlängdes Härnösand-Sollefteå werd op 1932 door de staat genationaliseerd en de bedrijfsvoering over gedragen aan de SJ.

## ATC
In 1991 werd het traject voorzien van het zogenaamde Automatische Tågkontroll (ATC).
Het traject werd in 2010 uitgebreid met het ERTMS beveiligingsysteem.

## Elektrische tractie
Het traject Sundvall en Härnösand werd op 24 mei 1956 en tussen Härnösand en Långsele in 1958 geëlektrificeerd met een spanning van 15.000 volt 16 2/3 Hz wisselstroom.